# Ángel Jodrá
Ángel Jodra Rivero (25 de abril de 1959) es un actor y malabarista español. Como actor de Televisión ha participado en series realizando personajes secundarios, episódicos y principales. Con los hermanos Caballero, Alberto y Laura ha trabajado en sus principales series haciendo varios personajes.

## Trayectoria
Ángel Jodra es un actor que ha trabajado en cine, teatro y televisión. En televisión ha realizado trabajos en series haciendo papeles secundarios, personajes episódicos y principales. 
En el año 2018 empieza a rodar en Valdelavilla, en Las Tierras Altas de Soria la serie El pueblo de Telecinco y Amazon Prime Video, donde hace uno de los papeles principales, Cándido, el alcalde del pueblo ficticio de Peñafría.

## Series
- El pueblo. Tele5.
- Cuéntame cómo pasó. TVE1.
- El Ministerio del Tiempo — Ep. 1, «El tiempo es el que es»  TVE1.
- Águila roja.  TVE1.
- Gran Hotel.  Antena 3.
- Con el culo Al aire. Antena 3.
- Amar en tiempos revueltos .
- La que se avecina. Tele5.
- Arrayán.  Canal Sur.
- Hermanos y Detectives. Tele5.
- Aquí no hay quien viva. Antena 3.
- Escenas de Matrimonio.  Tele5.
- A ver si llego.  Antena3.
- Yo soy Bea.  Tele5.
- Blas Molina para el Canal Historia.
- Manos a la obra.  Antena 3.
- Hermanas.  Tele5.
- Al salir de clase.  Tele5.
- Policías, en el corazón de la calle. Antena 3.
- Querido Maestro. Tele5.
- Calle Nueva.  Producido por Zeppelin.
- Farmacia de Guardia. Antena 3.[3]

## Películas
- Las brujas de Zugarramurdi.  Álex de la Iglesia.
- Mortadelo y Filemón. Miguel Bardem.
- El Coyote. Mariano Camus.
- El Coyote 2. Mariano Camus.
- Entre Naranjos. Josefina Molina.
- Adosados. Mariano Camus.
- Sólo se muere dos veces. Hermanos Etxaberre.
- Dinero Fácil!. Jesús R. Delgado.
- Adriana. J.L.Buñuel, coproducción franco-española.
- El juego más divertido. E. M. Lázaro.
- Esto es un atraco. Antonio y Mariano Ozores.